# UDP-glucose 6-dehydrogenase
Bản mẫu:PBB/7358
UDP-glucoza 6-dehydrogenase là một enzim tế bào chất. Trong cơ thể người nó được mã hóa bởi gien UGDH.
Enzim này chuyển hóa UDP-glucoza thành UDP-glucuronat và vì vậy nó tham gia vào quá trình sinh tổng hợp các loại glycosaminoglycan tỉ như hyaluronan, chondroitin sunphat, và heparan sunphat. Các thành phần được glycosylat như vậy hiện diện nhiều trong chất nền khoảng không gian bào, và nhiều khả năng chúng tham gia vào hoạt động truyền tín hiệu, di cư tế bào và quá trình phát triển/di căn ung thư. Biểu hiện gien này được kích thích bởi nhân tố biến đổi sinh trưởng beta và bị làm suy giảm bởi tình trạng giảm ôxi huyết. Enzim này tham gia vào 4 quá trình biến dưỡng đó là: pentose and glucuronate interconversions, biến dưỡng ascorbate và aldarate, biến dưỡng tinh bột và sucroza, biết dưỡng nucleotide.

## Danh pháp
Enzim này thuộc về họ oxidoreductaza, chuyên tác động lên các nhóm cho CH-OH với NAD+ hoặc NADP+ đóng vai trò là nhóm nhận. Danh pháp theo hệ thống của nhóm enzim này là UDP-glucoza:NAD+ 6-oxidoreductaza.
Một số tên thông dụng của enzim:
- UDP-glucoza dehydrogenaza,
- uridine diphotphoglucoza dehydrogenaza,
- UDPG dehydrogenaza,
- UDPG:NAD oxidoreductaza,
- UDP-alpha-D-glucoza:NAD oxidoreductaza,
- UDP-glucoza:NAD+ oxidoreductaza,
- uridine diphotphat glucoza dehydrogenaza,
- UDP-D-glucoza dehydrogenaza,
- uridine diphotphat D-glucoza dehydrogenaza.

## Sinh hóa học
Theo khía cạnh enzim học, UDP-glucoza 6-dehydrogenaza (EC 1.1.1.22) là một enzim xúc tác cho phản ứng hóa học sau:
UDP-glucoza + 2 NAD+ + H2O {\displaystyle \rightleftharpoons } UDP-glucuronat + 2 NADH + 2 H+
3 cơ chất của enzim này là UDP-glucoza, NAD+ và H2O còn 3 sản phẩm là UDP-glucuronat, NADH và ion H+.